# Camarades
Pour les articles homonymes, voir Camarade (homonymie).
 (novembre 2017).
Si vous disposez d'ouvrages ou d'articles de référence ou si vous connaissez des sites web de qualité traitant du thème abordé ici, merci de compléter l'article en donnant les références utiles à sa vérifiabilité et en les liant à la section « Notes et références ».
Camarades est un groupe d'extrême gauche français fondé par Yann Moulier-Boutang en 1974 et publiant la revue du même nom. Camarades succède à Matériaux pour l'intervention. Le groupe se réclame du marxisme à travers l'opéraïsme italien, de l'Autonomie ouvrière, et est à l'origine d'une tentative de rassembler un mouvement autonome en France. Camarades est plus particulièrement influencé par les conceptions du philosophe Toni Negri. 
Camarades s'autodissout en 1979, les militants se divisant alors sur la question de la lutte armée. Certains participent avec Nathalie Ménigon et les membres des Noyaux armés pour l'autonomie populaire (NAPAP) à la création d'Action directe. À l'opposé, les militants regroupés autour de Yann Moulier-Boutang abandonnent la violence politique et s'investissent dans le Centre d'initiative pour de nouveaux espaces de liberté (CINEL) et dans la défense des « réfugiés politiques italiens » accusés de terrorisme.